# トゥーラーン・シャー
トゥーラーン・シャー（アラビア語: الملك المعظّم غياث الدين توران شاه بن الملك الصالح أيوب 転写：al-Malik al-Mu`aẓẓam Ghiyāth al-Dīn Tūrān Shāh b. al-Malik al-Malik al-Ṣāliḥ Ayyūb、? - 1250年5月2日）は、エジプトのアイユーブ朝の事実上、最後の第8代スルターンである（在位：1249年 - 1250年）。

## 生涯
父は先代の第7代スルターンのサーリフで、生母はその前妻である。継母が父の後妻だったシャジャル・アッ＝ドゥッルであった。
父は1249年にフランス王のルイ9世率いる第7回十字軍に対抗するために出陣している中で病死した。このため、妻のシャジャルは軍の統率が崩壊することを恐れて夫が生きているように偽装して戦闘を継続し、遂にはルイ9世を破って捕虜にした上で夫の死を公表したといわれる。このため、王朝の実権はシャジャルとその親衛隊ともいえるマムルークに握られる結果となった。
外敵の脅威が去ると、父の死により正式に後を継いだが、実権を取り戻すために継母を中枢から遠ざけ、さらにマムルーク軍に対しても強圧的な行動をとったため、彼らから不満があふれ出した。そして1250年、シャジャル中心にしたマムルークの反乱に遭い、殺害されてしまったのである。
これによりカイロにおける本流のアイユーブ朝は事実上滅亡したが、エジプト各地に残ったアイユーブ王族による地方政権はシャジャルが創設したマムルーク朝のもとで細々と命脈を保つことになった。